# Albert Bertelin
Albert Bertelin (* 26. Juli 1872 in Paris; † 19. Juni 1951 ebenda) war ein französischer Komponist.

## Leben
Albert Bertelin besuchte das Pariser Konservatorium und war dort Schüler von Théodore Dubois, Raoul Pugno, Charles-Marie Widor und Jules Massenet. 1902 erhielt er neben Aymé Kunc und Jean Roger-Ducasse einen 2. Prix de Rome. Er unterrichtete dann Kontrapunkt und Fuge an der École Supérieure de Musique César-Franck.
Bertelin komponierte eine Sinfonie, eine Oper, zwei Oratorien, eine Messe, Motetten, ein Cello- ein Violin- und ein Klavierkonzert und kammermusikalische Werke. Daneben veröffentlichte er Musikkritiken sowie mehrere musikwissenschaftliche Werke und war Mitglied der Prüfungsjury des Pariser Konservatoriums.

## Werke
- Goïtza, Oper
- Légende de Loreley für Chor und Orchester
- Choral für Orchester, 1902
- Sub umbra Crucis, Oratorium, 1917
- In nativitate Domini, Oratorium, 1922
- Sonate en mi mineur für Cello und Klavier, 1933
- Sonate für Violine und Klavier, 1937

## Schriften
- Traité de composition musicale, 4 Bände, 1931–34
- Traité de contrepoint modal et tonal, 1951
- Les Bases de l’harmonie